# ニッカン・ザ・ライブ
ニッカン・ザ・ライブは、2011年度・2012年度にABCラジオで放送されていたスポーツ情報番組。プロ野球オフシーズン限定の生放送番組で、放送時間は毎週土曜日の18:00 - 18:30。

## 概要
ABCラジオでは例年、プロ野球の公式戦が終盤を迎える10月第1週からナイターオフ編成に入っている。しかし2011年度には、東日本大震災発生の影響で公式戦の開幕が遅れたため、10月以降も日本シリーズの終了（11月20日）まではプロ野球中継『ABCフレッシュアップベースボール』主体の編成を続けてきた。
当番組の放送枠では、10月8日から『サタデースポーツスペシャル～有田修三のアリトーク～』を放送。しかし、朝日放送の野球解説者だったパーソナリティの有田が2012年度から阪神タイガースに一軍ヘッドコーチとして復帰することが決まったため、2回放送しただけで11月12日に終了（有田は1シーズン限りでコーチ職を退任）。日刊スポーツ新聞西日本（「日刊スポーツ」大阪本社）の全面協力の下に、ナイターオフ編成で当番組を放送することになった。
当番組では毎回、「日刊スポーツ」大阪本社のスポーツ担当記者が登場。ABCラジオのサッカー情報番組『F.C.オフサイドトーク』にも出演する高野純一（朝日放送アナウンサー）・福原歩（ファッションモデル）のコンビを進行役に、プロ野球のオフシーズン情報やウィンタースポーツの話題を取り上げる。また、翌日（日曜日）に競馬の重賞レースが予定されている場合には、「日刊スポーツ」の記者による予想を紹介。その予想に沿って番組で購入した馬券を、希望するリスナーに抽選で進呈している。なお、番組のテーマソングは「Are You Gonna Be My Girl」（ジェット）で、スポットCMにもBGMで使われている。
ABCラジオでは2013年4月1日から、当番組の体裁を生かしながら他のスポーツ情報番組（『これぞ!Bs魂 〜気になるオリックス・バファローズ〜』『清水次郎の虎たま!』『F.C.オフサイドトーク』『JOCKY ROOM』）を統合した通年放送の生ワイド番組『Monday! SPORTS - JAM』を（プロ野球ナイトゲームのない）月曜日の夜間に編成。福原がパーソナリティー、高野は準レギュラーのナビゲーターとして出演している。2013年度のプロ野球オフシーズンには、編成上の事情で当番組を放送しない代わりに、『Monday! SPORTS - JAM』でプロ野球・サッカーを中心にスポーツ情報を幅広く取り上げる。

## パーソナリティー
- 「日刊スポーツ」大阪本社のスポーツ担当編集委員・記者・デスク
  - 高原寿夫（番組内での通称は「総統」）・寺尾博和など、朝日放送の他番組にも出演する編集委員が週替わりで出演していた。実際には、高原と寺尾が、隔週ごとにスタジオか電話で登場することが多かった。
- 高野純一
  - 高野が他番組の取材などでスタジオに出演できない場合には、同僚のスポーツアナウンサー（山下剛など）が代演していた。
- 福原歩

## コーナー
- 「きょうの一面」　
  - 放送当日や放送週に「日刊スポーツ」（大阪本社発行版）の1面で扱った話題から、当日出演する記者・編集委員が注目したテーマを解説した。ただし、プロ野球の春季キャンプ・オープン戦の期間中には、阪神タイガースのキャンプリポート・オープン戦速報に充てられた。
- 「スポーツピックアップ」
  - 今後予定されるスポーツイベントの見どころ・聴きどころを詳しく紹介。放送翌日に競馬の重賞レースが予定されている場合には、「日刊スポーツ」大阪本社の競馬記者が電話で出演。電子メールやFAXによる翌日正午までの応募を条件に、その記者の予想に沿った馬券のリスナープレゼントを実施していた。